# アンカー (芸能事務所)
株式会社アンカー（ANCHOR、Anchor Agent Entertainment）は、東京都中央区に本社を置く芸能事務所。1996年1月31日設立。プロダクションアンカー（PRODUCTION ANCHOR）と表記される場合もある。

## 概要
グラビアアイドル・俳優中心に所属。
2005年10月、自社サーバーによる公式ホームページを公開（それまでは、OCNのサーバー内に事務所の公式サイトを置いていた）。
2008年からは、文化人枠が設けられ、文化人・スポーツ選手・スポーツ指導者も在籍している（以前からマネジメント経験のある音楽家も文化人にくくられる）。

## 所属タレント
文化人
- 小河諒
- 佐々木超一
- 佐藤理智
- 外立とし江
- 寺島愛
- ドジ井坂（2008年 - ）
- 長倉孝
- 福山英朗（2008年 - ）
- 山下大輔（2008年 - ）
- 米田建三（2008年 - ）

タレント・俳優
- さつきちひろ（2007年 - ）
- 若松芽依
- 石原法子
- 佐伯奈優
- 小笹景子
- 愛理（2010年 - ）
- 荻原愛
- 落合愛美
- 高次まぁり
- 中村美咲
- 大槻加奈
- 片山知彦
- 吉河龍
- 眞鍋公輔
- ひろえ純
- 名波朋香
- 浅見けい
- 桜井夕香
- 藤野涼子

### 過去の所属タレント
※50音順
- 荒木香奈
- Ayuko
- IZUMI
- 内田海
- eri
- おおきちえ
- 小田有紗（2004年デビュー - 2007年11月12日）
- 尾道凛
- 神楽坂恵（2004年デビュー - 2006年）
- 桐林順子（2008年 - ?）
- 小林葵依
- 三枝実央（2004年頃 - 2008年頃）
- 桜井美幸
- 佐藤愛香
- 佐藤桃香
- 嶋田歩（2011年 - 2014年）
- SEIKA
- 世名真弓
- 橘真琴
- 天子（2007年 - ?）
- 中島友美
- ののこ
- ヒライシカズ美（2005年頃 - 2007年。当初は「平石一美」名義）
- 松山友紀（2007年 - ?。2008年6月21日までは、「美月人美」名義で活動）
- 三崎紗由樹
- 水本しずか（2007年 - ?）
- 森山りこ（? - 2010年7月）
- ルウ・フィーミー（2007年 - ?）
- 山口千里香
- 山口ひかり（2011年引退）
- 山口万里香
- 山本侑佳
- 四条翔太（2008年 - ?）
- 米倉あいか（2008年 - 2010年）2011年より、上城あいかとして活動（on-ei所属）

文化人
- 林亜衣子

#### 所属していたグループ
- Jガールズ（巨乳グラビアアイドルユニット）
  - RIKO（森山りこ）
  - HITOMI（美月人美）
  - NONOKO（ののこ）

音楽グループ
- G.L.A.T.T.E.N.Y
  - Jose Hariman
  - Kazumi（ヒライシカズ美）
  - Ke-ji.M
- コヨーテ（2007年 - ?）
- The rise 4 surprise
  - 若林喬四郎（ボーカル・ギター）
  - 山口英二（ギター）
  - 中村光志（バス）
  - Amizy（ドラム）

## グループ会社
- 株式会社クレイヅ・プロ
- 株式会社むげん

## 業務提携
- 株式会社オフィス亜都夢